# Esperanza Mbang
Pour les articles homonymes, voir Mbang (homonymie).
 (mars 2023).
Esperanza Mbang Mba, née le 22 octobre 1989 à Bata, est une footballeuse internationale équatoguinéenne.
Elle participe à la coupe d'Afrique des nations féminine de football 2018 au sein de l'équipe de Guinée équatoriale féminine de football.